# Joseph Aiello
Joseph Aiello lub Giuseppe „Joe” Aiello (ur. 27 września 1890, zm. 23 października 1930) – włoski gangster, czołowa postać chicagowskiego świata przestępczego lat 20.; szef rodziny Aiello (tworzył ją razem z braćmi Dominickiem, Antoniem i Andrew); jeden z głównych rywali Ala Capone'a w walce o przywództwo nad mafią chicagowską.
Urodził się w miejscowości Bagheria, w prowincji Palermo na Sycylii. Do Stanów Zjednoczonych przybył w 1907 roku, dołączając do rodziny, która przybyła tu wcześniej.
W trakcie wojny z Caponem nawiązał współpracę z North Side Gang George'a „Bugsa” Morana i niedobitkami z gangu Johna „Jacka” Zuty.
Aiello kilka razy starał się zlikwidować Capone'a; próbował, bezskutecznie, przekupić Josepha „Diamentowego Joego” Espositę, szefa neapolitańskiej restauracji, za kwotę 35 000 dolarów, aby ktoś z jego kucharzy zatruł jedzenie dla Capone'a. Innym razem próbował zastrzelić rywala, gdy ten wychodził z ulubionego sklepu z cygarami.
W czasie wojny castellammaryjskiej stał po stronie Salvatore'a Maranzany.
Nie uczestniczył w konferencji w Atlantic City – młodszym gangsterom nie pasował do tworzonej przez nich „nowej mafii amerykańskiej”. Obradujący zdecydowali o jego wyeliminowaniu, tym samym popierając Capone'a.
Został zastrzelony przy North Kolmar Avenue po wyjściu z apartamentowca „Prestogiacomo”; z jego zwłok wydobyto 59 kul.